# District d'Aurangabad (Bihar)
Le District d'Aurangabad  (hindi : औरंगाबाद जिला) est un district de l'état du Bihar en Inde.

## Géographie
Sa population de 2 540 073 habitants (en 2011) pour une superficie de 3 305 km2.
Son chef lieu est Aurangabad.